# برينت جينينغز
برينت جينينغز (بالإنجليزية: Brent Jennings)‏ هو ممثل أمريكي، ولد في 1951 في ليتل روك في الولايات المتحدة.

## أعمال

### أفلام
- (1990) 48 ساعة أخرى[3]
- (2011) كرة المال[4]

### مسلسلات
- تاتش

## وصلات خارجية
- برينت جينينغز على موقع IMDb (الإنجليزية)
- برينت جينينغز على موقع ألو سيني (الفرنسية)
- برينت جينينغز على موقع أول موفي (الإنجليزية)
- برينت جينينغز على موقع قاعدة بيانات الأفلام السويدية (السويدية)
- برينت جينينغز على موقع إن إن دي بي (الإنجليزية)
- برينت جينينغز على موقع قاعدة بيانات الفيلم (الإنجليزية)
- برينت جينينغز على موقع كينوبويسك (الروسية)